# Ivan Zajc

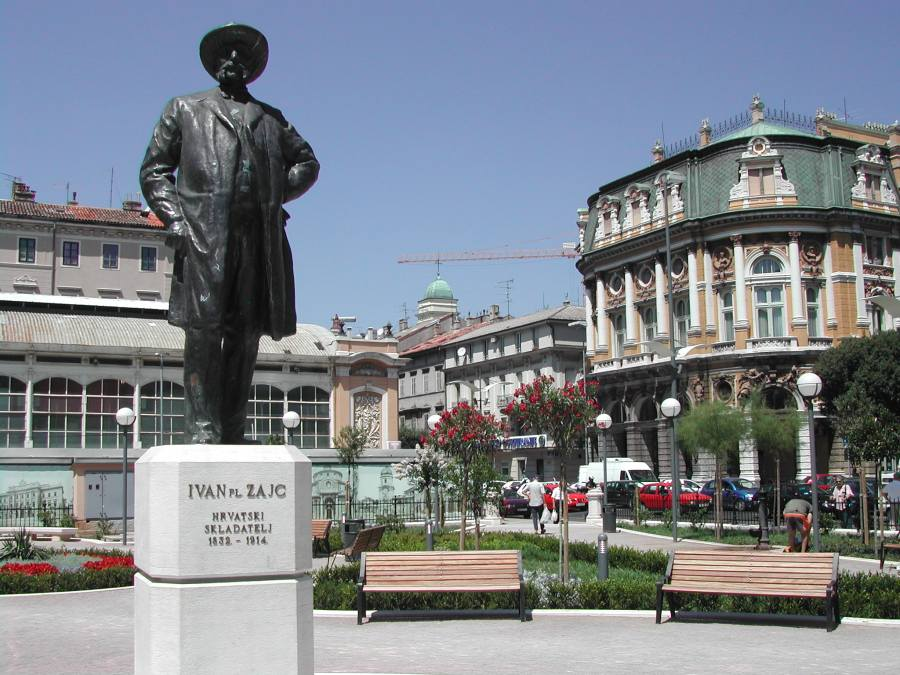
En monument av Ivan Zajc i Rijeka.

Ivan Dragutin Stjepan Zajc, född 3 oktober 1832 i Rijeka i Kroatien (dåvarande Kejsardömet Österrike), död 16 december 1914 i Zagreb (dåvarande Österrike-Ungern), var en kroatisk kompositör, dirigent och lärare som under mer än fyrtio år dominerade Kroatiens musikkultur. Nationalteatern i Rijeka bär hans namn och i parken framför teatern står en staty föreställande Zajc. 